# Turdoides malcolmi
Turdoides malcolmi е вид птица от семейство Leiothrichidae.

## Разпространение
Видът е разпространен в Индия, Непал и Пакистан.